# Mersham
Mersham är en ort och civil parish i grevskapet Kent i sydöstra England. Orten ligger i distriktet Ashford, cirka 5 kilometer sydost om Ashford. Tätorten (built-up area) hade 770 invånare vid folkräkningen år 2021.